# Temple (Texas)
Temple település az Amerikai Egyesült Államok Texas államában, Bell megyében. Lakosainak száma 82 073 fő (2020. április 1.).

## Közlekedés

### Vasút
A települést napi egy pár Texas Eagle néven futó Amtrak távolsági vonatjárat érinti.

## Népesség
A település népességének változása:
| Lakosok száma | 54 986 | 66 102 | 82 073 |
|               | 2000   | 2010   | 2020   |